# República Croata de Herzeg-Bosnia
La República Croata de Herzeg-Bosnia (en croata: Hrvatska Republika Herceg-Bosna) fue una entidad en Bosnia y Herzegovina, nunca reconocida internacionalmente, que existió durante la guerra de Bosnia. Fue proclamada en 1993 y dejó de existir en 1996 cuando se unió a la Federación de Bosnia y Herzegovina poco después de la firma de los Acuerdos de Dayton por las autoridades federales serbias, croatas y bosnias. La capital proclamada del territorio era Mostar. 
Uno de los cantones de la Federación todavía utiliza el nombre de Herzeg-Bosna. Sin embargo, este nombre ha sido declarado inconstitucional por la Corte Federal Constitucional (en parte debido a que el Cantón 10 no forma parte de Herzegovina). Es neutralmente denominado Kanton 10 (Cantón 10).

## Historia
El partido gobernante en la República de Croacia, la Unión Democrática Croata (HDZ), organizaba y controlaba la rama del partido en Bosnia y Herzegovina, la Unión Democrática Croata de Bosnia y Herzegovina (HDZBiH). A finales de 1991, los elementos más extremos de la HDZBiH, bajo la dirección de Mate Boban, Dario Kordić y otros, con el apoyo de Franjo Tuđman y Gojko Šušak, tomaron el control efectivo del partido. 
El 18 de noviembre de 1991, los elementos extremos de la HDZBiH, dirigido por Mate Boban y Dario Kordić —más tarde condenado por el TPIY por crímenes de guerra— proclamaron la existencia de la Comunidad Croata de Herzeg-Bosnia como una división "política, cultural, económica y territorial" dentro del territorio de Bosnia y Herzegovina. A causa de los terribles actos, enmarcados dentro de una sistemática limpieza étnica, en los que la población no croata fuera víctima de crímenes de lesa humanidad, y así mismo las tropas del HDZBiH cometieron crímenes de guerra, bajo las órdenes de las autoridades croatas contra civiles bosníacos, el HDZ consiguió obtener una gran influencia entre los croatas habitantes de los municipios de "Herceg-Bosnia". 
Tras la creación en noviembre de 1991 de "Herceg-Bosnia", y especialmente desde la creación en mayo de 1992 de la Comunidad Croata de Herzeg-Bosnia, los dirigentes que participaban y coordinaban los esfuerzos para dominar y "croatizar" sus municipios, alegaron que formaban parte de la nueva comunidad, con el aumento de la persecución y la discriminación contra los no croatas en particular, la población bosnia. Se constituyó el Consejo de Defensa Croata (HVO), como formación militar de los bosniocroatas, que se hicieron con el control de muchos gobiernos municipales y los servicios asociados a estos, eliminando o marginando a los líderes bosnios locales. Las autoridades croatas y las fuerzas militares tomaron el control de los medios de comunicación e impusieron ideas y cultura croatas además de los símbolos, la moneda y los planes de estudios. Muchos bosnios y serbios se retiraron de las posiciones en el gobierno y las empresas privadas, y la ayuda humanitaria fue gestionada y distribuida a los bosnios y los serbios en desventaja, siendo los bosnios, en general, cada vez más acosados. 
El liderazgo local del HDZ se incluyó también en las conversaciones de paz de Ginebra que intentaron dividir Bosnia y Herzegovina en tres repúblicas étnicas, lo que no fue aceptado por parte bosnia, y el 28 de agosto de 1993, la Comunidad Croata de Herzeg-Bosnia se declaró la República Croata de Herzeg-Bosnia, o simplemente "Herzeg-Bosnia". Ni la República de Bosnia y Herzegovina ni la comunidad internacional reconocieron nunca a Herzeg-Bosnia como un Estado. El Tribunal Constitucional de Bosnia y Herzegovina declaró Herzeg-Bosnia ilegal, en primer lugar el 14 de septiembre de 1992 y definitivamente el 20 de enero de 1994.
Los líderes de Herzeg-Bosnia (Jadranko Prlić, Dario Kordić, Bruno Stojić, Slobodan Praljak, Milivoj Petkovic, Valentin Ćorić y Berislav Pušić) fueron sometidos a juicio por el TPIY con cargos como crímenes de lesa humanidad, violaciones graves de los Convenios de Ginebra y Violaciones de las leyes o usos de guerra. 
De acuerdo con el IWPR (Instituto de la guerra & Informes de la paz), transcripciones de conversaciones secretas entre Franjo Tudjman y los líderes de Herzeg-Bosnia, muestran que existió una clara intención de romper por completo Bosnia-Herzegovina, y dividir el territorio con Serbia. Durante el Acuerdo de Karadjordjevo de 1991, Tudjman y Slobodan Milošević sentaron las bases para el reparto del territorio conquistado por croatas y serbios. Posteriormente, Mate Boban y Radovan Karadzic lo ratificaron en el Acuerdo de Graz (1992).

## Situación actual
Recientemente ha habido una iniciativa para restaurar Herzeg-Bosnia mediante la creación de una nueva tercera entidad en Bosnia y Herzegovina. Se inició en 2005 bajo la dirección de Ibomir Ojovic, que defendía que si los serbios tienen una república serbia en Bosnia, los croatas también deberían tener la suya. El actual representante de los croatas en la Presidencia federal de Bosnia y Herzegovina (Zeljko Komsic), no es de la misma opinión, pero hay consenso entre algunos políticos croatas que abogan por el establecimiento de una tercera entidad.
Dragan Covic, presidente de uno de los principales partidos croatas en Bosnia, Unión Democrática Croata de Bosnia y Herzegovina, también ha expresado su idea de dividir Bosnia y Herzegovina en tres estados federados: uno croata, uno serbio y uno bosnio. El primer ministro serbobosnio Milorad Dodik ha expresado su apoyo a la iniciativa.